# Мемориальный комплекс Абу Хафса Кабира Бухари
Мемориальный комплекс Абу Хафса Кабира Бухари — памятник архитектуры, расположенный в городе Бухара. Комплекс состоит из мавзолея Абу Хафса Кабира Бухари, кладбища Хазрата Имама, мечети, минарета, хауза и корихона (специальное учебное заведение). Мавзолей и мемориальный комплекс были построены в 2009—2010 годах. Мавзолей в настоящее время входит в список материального культурного наследия Узбекистана республиканского значения.

## История
Мавзолей Абу Хафса Кабира Бухари построенный в IX веке, во время советской власти был снесен, а хауз закопан. В начале XX века некрополь Хазрат Имам выглядел чрезвычайно живописно. На его северной оконечности возвышалась хазира Абу Хафса с тремя высокими тугами и надписью: «Наставник ученых в Мавераннахре». Архитектурный комплекс имел большой хауз, минарет, дворец и мавзолей. Комплексная мечеть была построена в XVI веке, а на михрабе на стене киблы белыми буквами на синем фоне написана сура «Ихлас» из корана.
В годы независимости Узбекистана по инициативе хакима Бухарской области Самойдина Хусенова комплекс был благоустроен. В архитектурном комплексе были построены ворота, украшенные куполом с узорами. Внутри мавзолея расположены четыре надгробия, украшенные надписями. Эти надписи реставрировали каллиграф Абдулгафур Раззоков, граверы Мирджон Ахмедов, Давлат Сафаров и Абдулхаким Раззоков. Архитектором мавзолея является Махмуд Ахмедов, а надгробия в мавзолее выполнены из нуротинского мрамора. В гробнице Хазрата Имама в ходе археологических работ были найдены и изучены надгробия из серого мрамора, покрытые изысканными орнаментами и надписями. Эти надгробия относятся к VIII—X векам.